# Badiane japonaise
Illicium anisatum
Pour les articles homonymes, voir Badiane.
Espèce
Classification phylogénétique
La badiane japonaise (Illicium anisatum), également appelée « anis étoilé japonais », faux badianier ou badianier du Japon et anciennement Illicium religiosum Sieb., est une espèce de plantes à fleurs de la famille des Illiciacées. C'est un arbuste originaire de Corée du Sud et du Japon jusqu'à Taïwan.
Cet arbuste, sacré pour les bouddhistes, fut introduit au Japon et planté près des temples. Il fut considéré par les premiers voyageurs comme une variété peu aromatique du Badianier de Chine.

## Description
C'est un arbuste de quatre à cinq mètres de haut, à feuilles lancéolées, elliptiques, luisantes en dessus, vert pâle en dessous, à fleurs brillantes.
Les fruits sont des follicules inégaux à bord supérieur ondulé.

## Toxicité
Semblable à la badiane chinoise, elle est cependant toxique et donc non comestible.
La badiane japonaise ressemble beaucoup à la badiane chinoise (Illicium verum), mais les fruits sont plus petits et l'odeur est moins prononcée ; celle-ci se rapprocherait plus de celle de la cardamome que de l'anis. Une fois séchés ou réduits en poudre, il est impossible de différencier visuellement les fruits de badiane japonaise de ceux de la badiane chinoise. Plusieurs cas d'intoxication à la suite d'une contamination de badiane chinoise par la badiane japonaise ont été recensés.
La plante contient de l'anisatine, un composé toxique aux propriétés insecticides, incolore et cristallisable, de même que de la shikimine et de la shikimitoxine, qui peuvent causer de graves inflammations des reins, des voies urinaires et du système digestif.
Elle contient également du safrole et de l'eugénol, composés qui ne sont pas présents chez I. verum et qui sont utilisés pour détecter la contamination des lots d'anis étoilé.

## Utilisation
Au Japon, la badiane japonaise est brûlée comme encens. Elle y est appelée shikimi (シキミ), origine du nom de l'acide shikimique.
Bien que toxique et donc non utilisable en usage interne, la badiane japonaise est utilisée en médecine chinoise pour traiter certains problèmes de peau. Ses feuilles ont été utilisées comme poison de pêche. Les feuilles et les fruits ont également des propriétés raticides.